# 九八式十糎高角砲
| 駆逐艦「春月」の4番砲塔 |                                         |
| 九八式十糎高角砲        |                                         |
| 使用勢力                | 大日本帝国海軍                          |
| 採用年                  | 1938年（昭和13年）                      |
| 口径                    | 100mm                                   |
| 砲身長                  | 6,500mm（65口径）                       |
| 初速                    | 1,000m/s                                |
| 最大射程                | 18,700m （19,500mとする資料もある）     |
| 最大射高                | 13,300m （14,700mとする資料もある）     |
| 発射速度                | 19発/分（計画）                         |
| 俯仰角                  | -10度から+90度                          |
| 俯仰速度                | 16度/秒                                 |
| 旋回角                  |                                         |
| 旋回速度                | 10.6度/秒                               |
| 動力                    | 電動油圧                                |
| 重量                    | 20.4トン（A型砲架） 33.4トン（A型砲塔） |
| 要員                    |                                         |
| 使用弾                  |                                         |
| 弾薬包全長              | 1,163mm                                 |
| 弾薬包重量              | 28.2kg                                  |
| 弾丸重量                | 13kg                                    |
| 炸薬重量                |                                         |
| 装薬重量                | 5.83kg                                  |
| 信管                    | 九八式時限信管                          |
| 製造数                  | 169門                                   |
| 備考                    |                                         |

九八式十糎高角砲（きゅうはちしきじっせんちこうかくほう）は、日本海軍が開発した高角砲。通称、長10センチ高角砲。(又は長10センチ砲)。1938年（昭和13年）に採用された。

## 概要
四十口径八九式十二糎七高角砲を開発した日本海軍は、次期高角砲として長砲身砲を計画し、1933年（昭和8年）から試作砲によるデータ収集をはじめた。1935年（昭和10年）より本砲の設計を始め、1938年（昭和13年）に正式採用された。
八九式の12.7cmに比べ、口径は一回り小さい10cmで設計。装填機構は八九式と同じ半自動装填機構とし、装填手順・装填方法とも同じである。口径は小さくなったものの、本砲の最大の特徴でもある65口径という長砲身を採用。これにより、40口径12.7cm高角砲に対して最大射程・最大射高ともおよそ1.4倍となっている。そのため、本砲の性能を最大限発揮できるように制式化された射撃指揮装置の中では最新の九四式高射装置と組み合わせて使用された。

## 評価
口径の違いから、1発あたりの砲弾の威力はおよそ半分となるが、被害半径を考えると1:1.27となり、12.7cmと大差がないとされ採用された。また、長時間の発砲でも発射速度が低下しないよう弾薬重量を抑えたのではないか、とも言われている。
高初速となったことで八九式高角砲に比べ、砲身の命数が短くなってしまったという短所や、その対策として艦内工作でも砲身内筒を簡単に交換できるようにしたという説がある。だが、交換についてはある資料によれば、艦内工作で交換を可能にすることは技術的に断念したと言われている。仮にできたとしても、本砲を搭載した艦に予備砲身を積んでいた記録が確認できないため、少なくともそういった運用は実施されていなかったことになる。また、短所については、高初速なため砲身の命数が短くなったことは考えられるが、実際のところは不明である。
砲塔の機構が複雑になり量産には適さなかったとも言われているが、装填機構などで八九式と共通性があることや、砲自体の生産数が実際に装備した艦の数より多いことを考えると、生産性が劣るという説には多少矛盾が生じる。
本砲の発射速度は毎分19発とされているが、駆逐艦「秋月」乗員によると毎分15発を目標として訓練を積んでおり、実際の戦闘ではそれも難しかったと証言している。ただし、砲塔内に即応弾があるため、その数値は一時的には可能かもしれないが、揚弾筒の能力が1門当たり毎分15発であり、そのことからも毎分19発の連続射撃は不可能であることがわかる。

## バリエーション
※現在、空母「大鳳」搭載砲の防盾(シールド)に関しての正確な資料はない。

### 連装砲架
A型
空母「大鳳」搭載。盾付きであったとされている。動力は15kWモーター。
A型改1
巡洋艦用。波よけ盾付き。軽巡洋艦「大淀」搭載。
A型改2
空母用。煤煙よけ盾付き。「大鳳」に搭載されていたとされる。
A型改3
戦艦用。爆風よけ盾付き。戦艦（後に空母）「信濃」に搭載される予定であった。動力を40馬力水力発動機とする。

### 連装砲塔
A型
秋月型駆逐艦搭載。動力は20kWモーター。

## 搭載艦船
本砲は、秋月型駆逐艦の主砲としても使用された。しかし生産能力の関係から、駆逐艦以外で搭載することができたのは空母「大鳳」と軽巡洋艦「大淀」のみだった。また、高雄市の防空砲台に配備されていた2基の本砲が、戦後に賠償艦として日本から中華民国に引き渡されたのち、中華民国海軍の駆逐艦「丹陽」となった陽炎型駆逐艦「雪風」に搭載され運用されていたことが明らかになっている。
- 空母：「大鳳」
- 軽巡洋艦：「大淀」
- 駆逐艦：秋月型駆逐艦（乙型）